# Fiona O'Donnell
Fiona O'Donnell (née Kenny, le 27 janvier 1960) est une femme politique du parti travailliste écossais qui est députée pour East Lothian de 2010 à 2015.
Elle est ministre fantôme de l'environnement naturel et de la pêche de 2011 à 2012 et est élue membre du Conseil d'East Lothian en 2017.

## Jeunesse
Née à Nanaimo, en Colombie-Britannique mais élevée à Fort William, en Écosse depuis l'âge de cinq ans , O'Donnell fait ses études au lycée Lochaber et à l'Université de Glasgow.

## Carrière politique
Aux élections générales de 2010, O'Donnell succède à Anne Moffat, qui est désélectionnée par le parti de circonscription en janvier  comme députée d'East Lothian avec une majorité de plus de 12 000 voix ,.
Elle est brièvement ministre fantôme de l'environnement naturel et de la pêche d'octobre 2011 à juin 2012 ,.
O'Donnell siège à divers comités parlementaires spéciaux, notamment le Comité du développement international, le Comité des normes et privilèges, les Comités sur le contrôle des exportations d'armes et le Comité spécial des affaires écossaises .
Au cours de la dernière semaine du Parlement 2010-15, elle présente un projet de loi sur l'amélioration de la transparence fiscale en vertu de la règle des dix minutes .
O'Donnell perd son siège aux élections générales de 2015 avec un swing de plus de 20 % au profit du candidat du Parti national écossais George Kerevan.
Elle se présente au siège de Galloway et West Dumfries aux élections du Parlement écossais de 2016, mais termine à la troisième place derrière les candidats des conservateurs écossais et du Parti national écossais.
O'Donnell est sélectionnée comme candidate travailliste pour Preston, Seton et Gosford au conseil d'East Lothian en novembre 2016 et remporte le siège aux élections locales de mai 2017 .